# 吴世宝

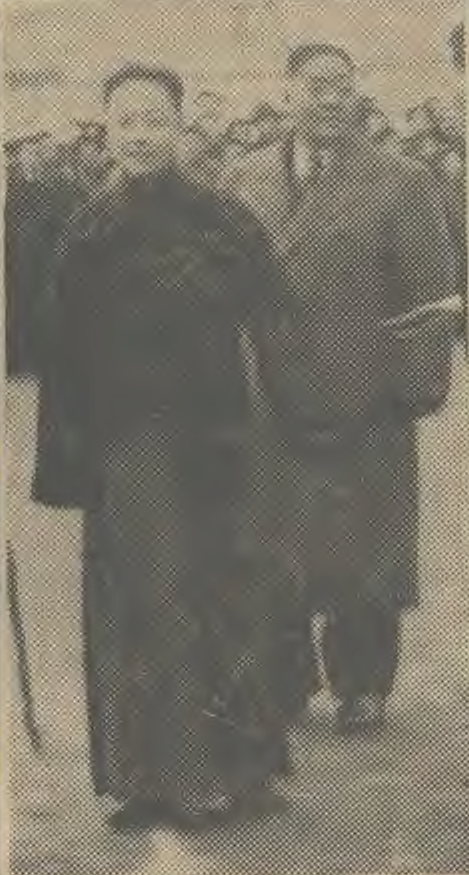
李士羣與吳世寶（後）

吴世宝（約1895—1942年2月4日），字雲甫，原名四宝，是20世纪上半叶中国上海青幫頭目、著名黑社会人物，也是汪精衛政府76號特工總部特務。

## 生平
吴四宝原籍江苏省南通，未接受过教育。父亲在上海公共租界的成都路开老虎灶卖开水，父亲去世后，随姊夫在上海跑马厅牵马。二十几岁时體型魁梧，担任汽车司机，娶妻生子，并加入青帮，人称“马立司小四宝”，获得在租界佩枪的执照。后因杀死妻子的情夫，带着女儿到山东参加张宗昌的部队，后来又加入国民革命军白崇禧的部队参加國民黨北伐。
1934年，39岁的四宝带女儿回上海，不久与佘爱珍结婚。吴四宝结婚后，住在上海法租界巨籁达路（现巨鹿路）同福里，对佘爱珍言听计从。当时租界的探长为吴四宝未结的案件前来敲诈，佘爱珍运用其智慧，运动当事人撤销此案。吴四宝、佘爱珍夫妇通过佘爱珍的义父季云卿结识李士群。
1939年，吴四宝改名「世寶」，带领大批青幫徒众参加76号特工总部，担任特工总部警卫总队副总队长。李、吴均住在愚园路749弄。上海孤岛时期，吴世宝不仅公开收受沪西越界筑路地带各赌場和毒贩送来的「規费」，同时仍纵容部众甚至自行从事抢劫、绑架、詐騙、勒索等不法活动。
1941年春某日，在沪西越界筑路与公共租界交界的极司非尔路（今万航渡路）与愚园路口，佘爱珍的保镖因违反不允许携带武器进入租界的禁令，与英籍巡长發生冲突，引发枪战，多人死伤，只有佘爱珍幸免于难。此后连续发生多起76号特工暗杀公共租界巡捕的事件。
1941年12月，吳世寶與手下劫奪了日軍要存入日本正金銀行上海分行的一大批金條，該汽車司機下車時順手將車鑰匙丟掉，遲滯吳世寶行動，吳世寶原本計劃將汽車開走，但由於遍尋不著車鑰匙，日本憲兵又急急追來，一群人只好各自奔逃，上海日本宪兵队也立即調查出劫持黃金案是吳世寶主謀。
1942年春，吴世宝为上海日本宪兵队以“破坏和运”逮捕，为李士群保释出来，次日去苏州，第三天在苏州暴毙。一般认为吴世宝是临行前吃了日本宪兵队的面条，出獄後毒發而死，也有人认为是吴世宝被李士群毒死。